# 小洪格巴赫河

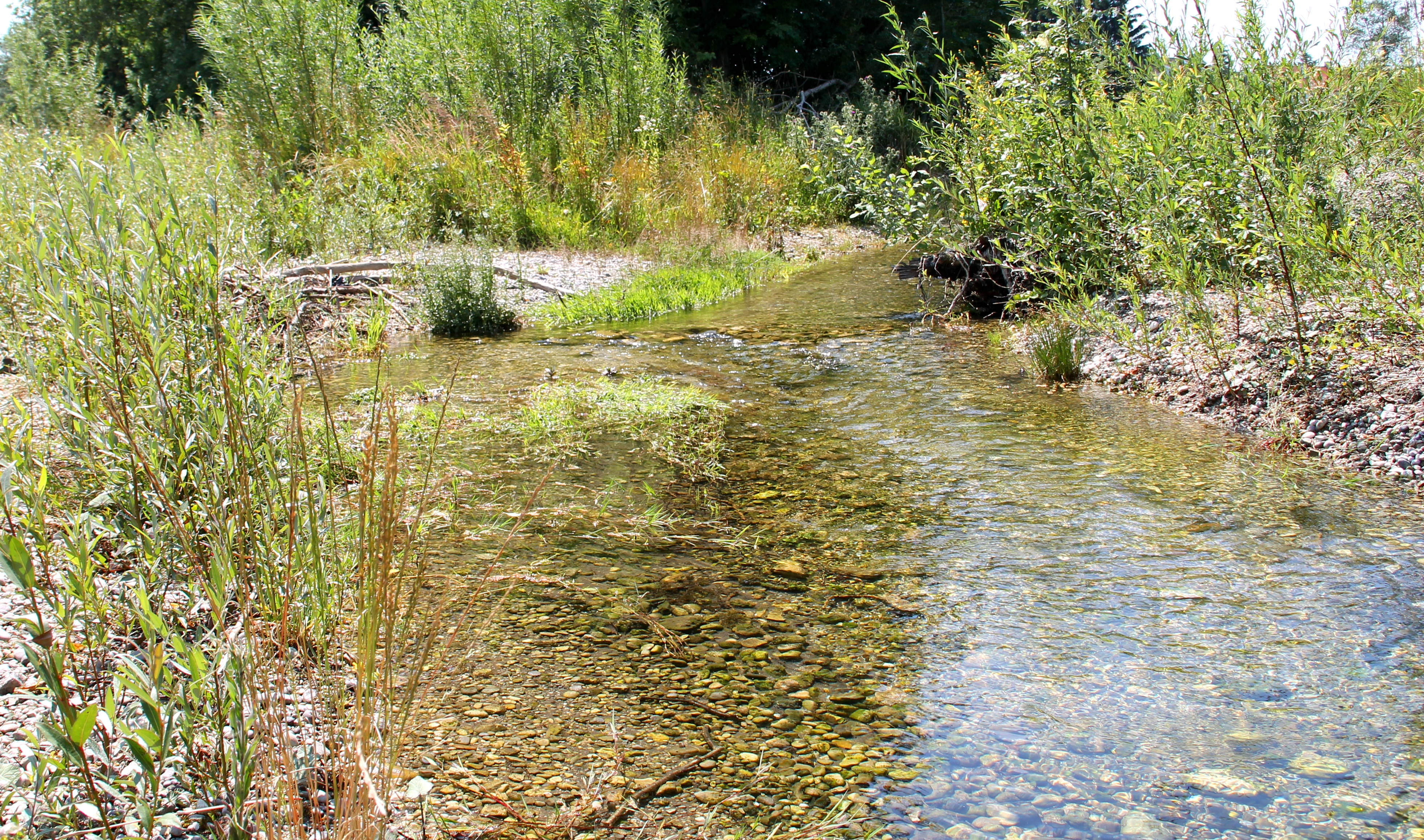

48°3′10″N 10°40′55″E / 48.05278°N 10.68194°E
小洪格巴赫河（德語：Kleiner Hungerbach），是德國的河流，位於該國東南部，由巴伐利亞負責管轄，屬於根納赫河的支流，河道全長1.6公里，發源自維德蓋爾廷根。